# Seegrotte
La Seegrotte (del alemán see, «lago» + grotte, «gruta» o «cueva») es básicamente una antigua mina de yeso situada en la Baja Austria, cerca de la pequeña localidad de Hinterbrühl y a unos 17 kilómetros al suroeste de la ciudad de Viena.
El lago subterráneo en cuestión tiene una superficie de 6200 m² (lo que lo convierte en el más grande de su tipo en Europa) y una profundidad de 1,2 m. Al carecer de drenajes naturales, diariamente se bombean al río Mödlingbach más de 50 000 litros de agua a fin de mantener un nivel constante. Durante todo el año, presenta una temperatura invariable de entre 9 y 12 °C.

## Datos históricos
Al igual que los de Preinsfeld (Heiligenkreuz), los depósitos de yeso de Seegrotte se conocen desde el siglo XVIII.
Pero es en 1912 cuando al hilo de una serie de voladuras rutinarias se produce el vertido incontrolado de unos 20 000 m³ de agua que inundan las zonas más bajas de la mina, consecuentemente abandonada.
En 1918, es adquirida por un tal Friedrich Fischer (1876-1955), un productor de licores vienés que trata de convertirla en una especie de centro recreativo, primero, y, más tarde, un criadero de setas que tampoco llega a funcionar debido a las bajas temperaturas. Finalmente, con el escaso equipamiento de un antiguo pontón militar y un pequeño bote eléctrico, se abre al público el 8 de junio de 1932. Entre 1937 y 1938 –ya en manos de un nuevo propietario– visitan la gruta unas 50 000 personas.

### II Guerra Mundial

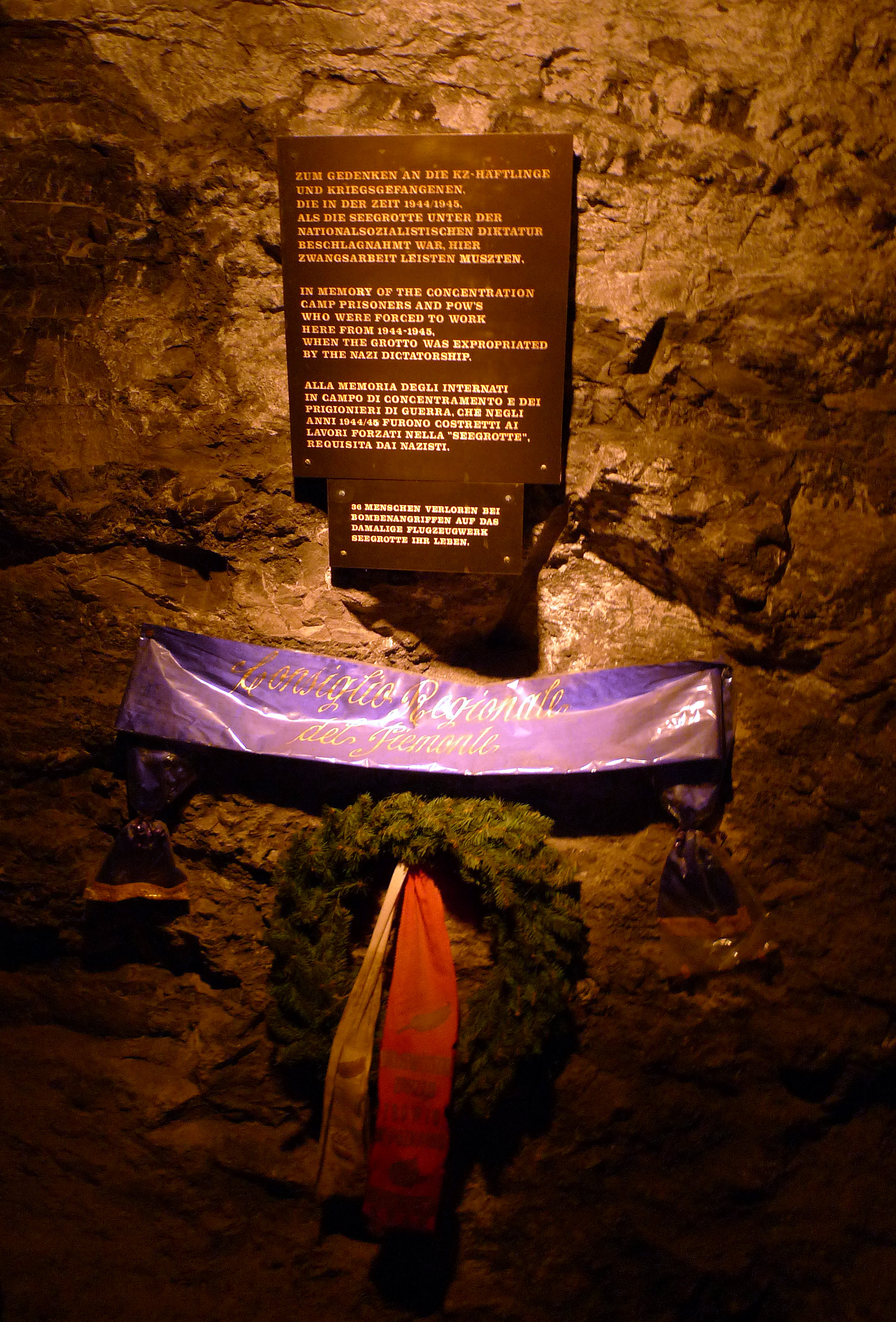
«A la memoria de los internados en campos de concentración y prisioneros de guerra que entre los años 1944 y 1945 fueron condenados a trabajos forzados en [la mina de] "Seegrotte", requisada por los nazis».
«[A la memoria de las] 36 personas que perdieron la vida durante los bombardeos de la antigua fábrica de aviones de Seegrotte».

Desde principios de 1943, el Gobierno de la Alemania nazi venía utilizando la cueva como almacén de grasas comestibles (lo que fracasó debido a la alta humedad en el ambiente) y bienes culturales, habida cuenta de que sus particulares características la hacían un lugar altamente seguro en casos, sobre todo, de ataques aéreos. Así, cabe destacar que el bombardeo aliado del 24 de mayo de 1944 no produjo ningún daño.
También por estas fechas, comienza la fabricación en su interior de diversos componentes del avión de caza a reacción Heinkel He 162 (conocido como «Gorrión» o «Salamandra»), para lo que se procedió al vaciado completo del lago. Fueron empleados en los trabajos más de dos mil prisioneros provenientes de los campos de concentración de la Alemania nazi (solo en diciembre de 1944 llegaron alrededor de seiscientos), bajo la estricta supervisión de unos 170 trabajadores cualificados.

### Del final de la guerra a la actualidad
Ya en el otoño de 1945, comienza el desmantelamiento del material acumulado, así como la detonación de las numerosas bombas almacenadas durante la contienda.
A principios de 1946, la gruta es ocupada por las tropas soviéticas. Medio año después, se autoriza su reconstrucción, siendo abierta al público en la primavera de 1949.
En 1984, los descendientes de su antiguo propietario, Friedrich Fischer, se hacen de nuevo con la mina, esta vez a modo de empresa privada.
En 1993, se ruedan en su interior varias escenas de la película Los tres mosqueteros, dirigida por Stephen Herek.
En 2013 –junto con el castillo de Kreuzenstein– es elegida por la cadena de televisión estadounidense American Broadcasting Company para el rodaje de su reality show The Quest.
En la actualidad, es uno de los atractivos turísticos más conocidos de Austria, con una media anual de 250 000 visitantes.